# فيرال ب شاه
فيرال ب شاه (بالهندية: वीरल बी शाह)‏ عالم حاسوب هندي ، اشتهر بكونه مشاركًا في إنشاء لغة برمجة جوليا. وهو حاليا المدير التنفيذي لشركة جوليا كومبيوتينغ، التي شارك في تأسيسها مع شركاءه في ابتكار لغة جوليا وهم آلان إيدلمان وجيف بيزانسون وستيفان كاربينسكي وكذلك كينو فيشر وديباك فينتشي.
تلقى فيرال درجة الدكتوراه في علوم الحاسوب في جامعة كاليفورنيا (سانتا باربرا). وقد شارك بنشاط في مشروع آدهار (بالإنجليزية: Aadhaar)‏ ، الذي يهدف إلى توفير رقم هوية فريد مكون من 12 رقمًا يتم إصداره لجميع المواطنين الهنود استنادًا إلى بياناتهم البيومترية والديموغرافية. بناء على تجاربه في تنفيذ آدهار وغيرها من مشاريع التكنولوجيا المعقدة في الحكم، شارك في تأليف كتاب إعادة تأسيس الهند (بالإنجليزية: Rebooting India)‏ مع ناندان نايلكاني رجل الأعمال والسياسي الهندي .